# Parc national d'Arasbaran
Le parc national d'Arasbaran est un parc national dans l'extrémité nord-ouest de la chaîne de l'Elbourz en Iran. Il est issu de la requalification en 2012 de 89 km2 dans la partie centrale de la zone protégée du même nom, elle-même reconnue réserve de biosphère en 1976.